# Steve Tesich
Pour les articles homonymes, voir Tesic.
 (mars 2019).
Si vous disposez d'ouvrages ou d'articles de référence ou si vous connaissez des sites web de qualité traitant du thème abordé ici, merci de compléter l'article en donnant les références utiles à sa vérifiabilité et en les liant à la section « Notes et références ».
Steve Tesich, né Stojan Tešić (en serbe : Стојан Тешић, prononcé Tesch-itch) le 29 septembre 1942 à Užice, en Yougoslavie (actuelle Serbie) et mort le 1er juillet 1996 à Sydney au Canada, est un scénariste, dramaturge et romancier serbo-américain. Il a remporté l’Oscar du Meilleur Scénario Original en 1980 pour le film La Bande des quatre (Breaking Away). Son roman Karoo paraît de façon posthume en 1998, deux ans après son décès, et est publié en version française en 2012.

## Biographie
Il est élevé par sa mère et ses sœurs dans sa patrie, tandis que son père, un soldat rebelle qui s’est opposé au régime communiste du maréchal Tito, s’est réfugié en Angleterre. En 1957, la famille émigre aux États-Unis et l’adolescent de 14 ans se retrouve dans l’Indiana, dans la banlieue est de Chicago, ne parlant pas un mot d’anglais. Il apprend rapidement et, après le lycée, obtient une bourse de lutteur à l’université de l'Indiana mais il se reconvertit au cyclisme après avoir découvert ce sport. À l’université, Tesich obtient un master de littérature russe et commence son doctorat à l’université Columbia. Lorsqu’il découvre qu’il est doué pour l’écriture, Tesich abandonne son doctorat pour devenir dramaturge.
Sa famille s’établit dans la partie est de Chicago, dans l’Indiana. Tesich reçoit sa licence (Bachelor of Arts ou BA) de russe en 1965 à l’université de l'Indiana, où il est aussi membre de la fraternité Phi Kappa Psi. Il poursuit ses études en obtenant son master (Master of Arts ou MA) de littérature russe en 1967 à l’université Columbia. Il y écrit également ses premières pièces. Après l’obtention de son diplôme, il  travaille dans le quartier de Brooklyn, à New York, en 1968, en tant que travailleur social au Département de la Santé et des Services sociaux.
Il est coureur suppléant dans l’équipe des Phi Kappa Psi, en 1962, lors de la course cycliste Little 500 (ou « Little five »). Son coéquipier, Dave Blase, court 139 des 200 tours et mène son équipe à la victoire, en franchissant la ligne d’arrivée en tête. Ils se lient d’amitié par la suite. Dave Blase est le modèle du personnage principal dans le scénario récompensé en 1979 : La Bande des quatre (Breaking Away).
Lors d’une projection spéciale, en 1985, du film sur le cyclisme American Flyers (Le Prix de l'exploit) avec Kevin Costner et Rae Dawn Chong, Tesich confie à l’audience : « Nombreux sont ceux parmi vous à être de meilleurs cyclistes que je ne l’ai jamais été mais j’aime ce sport au moins autant que vous tous. »
Sa pièce Division Street, avec John Lithgow et Keene Curtis, débute à Broadway en 1980 et est relancée en 1987. En 1980, elle est jouée à l'Ambassador Theatre à New York. Les représentations, au nombre de 21, commencent le 8 octobre 1980. Frank Rich écrit une critique dans le New York Times à propos de la version jouée en 1987.
Les pièces de Tesich après 1989 sont cependant moins optimistes que ses scénarios des années 80. The Speed of Darkness (1989), Square One (1990) et On the Open Road (1992) reflètent tous une vision de l’Amérique beaucoup plus sombre que celle qui caractérise son œuvre auparavant. « L’absence d’intervention de l’Amérique dans le conflit yougoslave l’affecta profondément, » déclara un écrivain du London Times, « on aurait dit que la boucle était bouclée sur l’univers fracturé de son enfance. » Son travail le plus récent, Arts and Leisure est achevé à New York en juin 1996.
C'est par l'intermédiaire de Peter Yates qui, après avoir assisté à la représentation de l'une de ses pièces, lui demandera de travailler sur un scénario pour le cinéma. Le scénario ne sera pas porté à l'écran, mais Peter Yates sollicitera encore Steve Tesich pour un scénario original de ce dernier (tiré de son expérience de cycliste), La Bande des quatre (avec Dennis Quaid), qui est porté à l'écran et reçoit plusieurs récompenses dont l'Oscar du meilleur scénario. Cette première collaboration ouvre les portes d'Hollywood à Steve Tesich dont 6 de ses scénarios seront portés à l'écran.
Ayant connu le succès critique et commercial par ses pièces et scénarios dans les années 1970 et 1980, il meurt en juillet 1996, à l'âge de 53 ans, à la suite d’une crise cardiaque.

## Posthume
Son roman Karoo, écrit en anglais, est publié de manière posthume en 1998, deux ans après son décès. Arthur Miller écrit à propos de celui-ci : « Fascinant : une authentique invention satirique imprégnée d’une sage indignation ». Le roman est sélectionné comme Livre Remarquable du New York Times en 1998. Une traduction française par Anne Wicke paraît en 2012 sous le même titre, aux éditions Monsieur Toussaint Louverture.

## Œuvre

### Romans
- 1982 - (en) Summer Crossing  - Le roman a été traduit en français sous deux titres :
  - Rencontre d'été, traduit de l'américain par Janine Hérisson, Paris, Presses de la Renaissance, 1984
  - Price, traduit de l'américain par Janine Hérisson, éd. Monsieur Toussaint Louverture, 2014

Posthume
- 1998 - (en) Karoo 
  - Karoo, traduit de l'américain vers le français par Anne Wicke, éd. Monsieur Toussaint Louverture, 2012 ; rééd. Points, 2014

### Scénarios
- 1979 : La Bande des quatre, qui remporta l’Academy Award du Meilleur Scénario Original, dirigé par Peter Yates, avec Dennis Christopher, Dennis Quaid, Daniel Stern, Jackie Earle Haley, Barbara Barrie, Paul Dooley et Hart Bochner Le scénario du film fut également publié en version livre sous le titre Breaking Away, 1979 (scénarios originaux de St. Martin). Warner Books à New York publia également, en 1979, une adaptation en roman, par Joseph Howard, du scénario de Steve Tesich.
- 1981 : L'Œil du témoin (Eyewitness), avec William Hurt, Sigourney Weaver, Christopher Plummer, James Woods et Morgan Freeman
- 1981 : Georgia (Four Friends), dirigé par Arthur Penn, avec Craig Wasson, Jodi Thelen, Michael Huddleston et Jim Metzler
- 1982 : The World According to Garp (Le Monde selon Garp), adapté du roman de John Irving, dirigé par George Roy Hill, avec Robin Williams, Glenn Close, Mary Beth Hurt, John Lithgow, Hume Cronyn et Jessica Tandy
- 1985 : Le Prix de l'exploit (American Flyers), avec Kevin Costner et Rae Dawn Chong
- 1985 : Eleni, adapté du livre de Nicholas Gage, dirigé par Peter Yates, avec John Malkovich, Kate Nelligan et Linda Hunt

### Pièces de théâtre
- The Carpenters, 1970, jouée pour la première fois par l’American Place Theatre, à New York.
- Lake of the Woods, en 1971.
- Nourish the Beast, également connue sous le titre Baba Goya, Drama Desk Award du Dramaturge le Plus Prometteur, en 1973.
- Gorky, en 1975.
- Passing Game, en 1977.
- Touching Bottom, en 1978.
- Division Street, démarra à Broadway en 1980 avec John Lithgow et Keene Curtis, relancée en 1987.
- The Speed Of Darkness, en 1989. (L'acteur Matt Damon connaîtra son premier succès dans cette pièce.)
- Square One, en 1990.
- The Road,  en 1990.
- Baptismal, en 1990.
- One the Open Road, en 1992.
- Arts & Leisure", en 1996.

Publication
• Il a aussi écrit un texte intitulé « the wimping of America » où il développe une critique structurée et argumentée de l’évolution de la société américaine. Copyright Nadja Tesich 1995
- 1981 : (en) Division street and other plays, New York, Performing arts journal publications - Réunit les pièces : Division street ; Baba Goya ; Lake of the woods ;  Passing game.

## Récompenses et nominations
En 1973, Tesich remporta le Drama Desk Award du Plus Prometteur des Dramaturges pour sa pièce Baba Goya, aussi connu sous le titre Nourish the Beast.
Il remporta les récompenses suivantes pour son scénario de 1979 La Bande des quatre, dont le titre provisoire avait été Bambino :
- National Society of Film Critics Award, Meilleur Scénario
- New York Film Critics Circle Award, Meilleur Scénario
- Oscar, Meilleur Scénario Original
- Writers Guild of America Award, Meilleur Comédie Écrite pour le Cinéma
- Screenwriter of the Year, ALFS Award décerné par le London Critics Film Circle, en 1981
- Golden Globe du Meilleur Film ou Musical dans la catégorie Humour en 1980.

Il fut également nommé en 1980 pour le Golden Globe du Meilleur Scénario pour le Cinéma.
Le roman Karoo, dans sa traduction française, a remporté l'édition 2014 du prix du Meilleur Roman des lecteurs de Points.

## Hommage posthume
En 2005, le ministère serbe de la Diaspora créa le prix Stojan-Steve-Tešić, récompensant chaque année un auteur d’origine serbe écrivant dans une langue étrangère.